# Linia kolejowa Villa Literno – Napoli Gianturco
Linia kolejowa Neapol-Villa Literno – linia kolejowa łącząca linię z Rzymu w Villa Literno z linią Neapol-Salerno. 
Linia jest używana zarówno przez pociągi linii nr 2 metra neapolitańskiego, jak i pociągi regionalne.
Dzięki budowie linii Neapol-Rzym, podjęto decyzję o budowie linii kolejowej, która będzie przebiegać na powierzchni oraz częściowo pod ziemią, która połączy linie z Salerno do Rzymu, bez konieczności zmiany lokomotywy. Mimo że roboty zostały rozpoczęte w 1909 roku, otwartą ją 20 września 1925, ze względu na kilka problemów: po pierwsze I wojna światowa, która wstrzymała budowę na kilka lat, ale także podłoże geologiczne. Linia kolejowa została wyposażona w trzy podmiejske stacje Pozzuoli, Giugliano (później Giugliano-Qualiano) i Quarto (później Quarto di Marano) i sześć w Neapolu (Garibaldi, Cavour, Montesanto, Amedeo, Chiaia, Fuorigrotta). Cała linia, od samego początku, była dwutorowa i zelektryfikowana.